# Número racional

Representación gráfica de las fracciones cuyo divisor es 4. Estas cuatro fracciones son números racionales.

Los números racionales son todos los números que pueden representarse como el cociente de dos números enteros o, más exactamente, un entero y un natural positivo; es decir, una fracción común {\displaystyle a/b} con numerador {\displaystyle a} y denominador {\displaystyle b} distinto de cero. El término «racional» alude a una fracción o parte de un todo. El conjunto de los números racionales se denota por Q (o bien  {\displaystyle \mathbb {Q} }, en negrita de pizarra; símbolo Unicode: ℚ, U+211A) que deriva de «cociente» (del latín quotiens  adaptado como 'cociente' a varios idiomas europeos). Este conjunto de números incluye a los números enteros ({\displaystyle \mathbb {Z} }) y es un subconjunto de los números reales ({\displaystyle \mathbb {R} }).
La escritura decimal de un número racional es, o bien un número decimal finito, o bien semiperiódico. Esto es cierto no solo para números escritos en base 10 (sistema decimal); también lo es en base binaria, hexadecimal o cualquier otra base entera. Recíprocamente, todo número que admite una expansión finita o periódica (en cualquier base entera) es un número racional.
Un número real que no es racional se llama número irracional; la expresión decimal de los números irracionales, a diferencia de los racionales, es infinita aperiódica.
En sentido estricto, número racional es el conjunto de todas las fracciones equivalentes a una dada; de todas ellas, se toma como representante canónico de dicho número racional a la fracción irreducible. Las fracciones equivalentes entre sí –número racional– son una clase de equivalencia, resultado de la aplicación de una relación de equivalencia sobre {\displaystyle \mathbb {Z} }.

## Historia
Los egipcios calculaban la resolución de problemas prácticos utilizando fracciones cuyos denominadores son enteros positivos; son los primeros números racionales utilizados para representar las «partes de un entero», por medio del concepto de recíproco de un número entero.
Los matemáticos de la antigua Grecia consideraban que dos magnitudes eran conmensurables si era posible encontrar una tercera tal que las dos primeras fueran múltiplos de la última, es decir, era posible encontrar una unidad común para la que las dos magnitudes tuvieran una medida entera. El principio pitagórico de que todo número es un cociente de enteros, expresaba en esta forma que cualesquiera dos magnitudes deben ser conmensurables, luego números racionales.
Etimológicamente, el hecho de que estos números se llamen racionales corresponde a que son la razón de dos números enteros, palabra cuya raíz proviene del latín ratio, y esta a su vez del griego λόγος (razón), que es como llamaban los matemáticos de la antigua Grecia a estos números. La notación {\displaystyle \mathbb {Q} } empleada para nombrar el conjunto de los números racionales proviene de la palabra italiana quoziente, derivada del trabajo de Giuseppe Peano en 1895.

## Aritmética de los números racionales

### Relaciones de equivalencia y orden

#### Inmersión de enteros
Cualquier entero n se puede expresar como el número racional n/1 debido a eso se escribe frecuentemente {\displaystyle \scriptstyle \mathbb {Z} \subset \mathbb {Q} } (técnicamente, se dice que los racionales contienen un subanillo isomorfo al anillo de los números enteros).

### Equivalencia
Si se cumple:
{\displaystyle {\frac {a}{b}}={\frac {c}{d}}\quad \longleftrightarrow \quad ad=bc}

#### Orden
Esto es independiente de si los denominadores son iguales.
1. Cuando ambos denominadores son positivos:
Decimos que {\displaystyle {\frac {a}{b}}} es menor que {\displaystyle {\frac {c}{d}}} si se cumple la siguiente ecuación:
{\displaystyle ad<bc}
Decimos que {\displaystyle {\frac {a}{b}}} es mayor que {\displaystyle {\frac {c}{d}}} si se cumple la siguiente ecuación:
{\displaystyle ad>bc}
Decimos que {\displaystyle {\frac {a}{b}}} es igual que {\displaystyle {\frac {c}{d}}} si se cumple la siguiente ecuación:
{\displaystyle ad=bc}
Ejemplo:
{\displaystyle {\frac {12}{4}},}          {\displaystyle {\frac {27}{3}}}
{\displaystyle 12\cdot 3}     {\displaystyle 4\cdot 27}
{\displaystyle 36}       {\displaystyle <}     {\displaystyle 108}
2. Si cualquiera de los denominadores es negativo:
Es necesario trasformar las fracciones con denominador negativo en sus fracciones equivalentes con denominador positivo siguiendo las siguientes ecuaciones:
{\displaystyle {\frac {a}{-b}}={\frac {-a}{b}}}
{\displaystyle {\frac {-a}{-b}}={\frac {a}{b}}}
{\displaystyle -{\frac {a}{b}}={\frac {a}{-b}}={\frac {-a}{b}}}
Una vez trasformadas las fracciones, usamos las mismas ecuaciones de “cuando ambos denominadores son positivos”. Entonces quedaría así:
Decimos que {\displaystyle {\frac {a}{-b}}} es menor que {\displaystyle {\frac {c}{-d}}} si se cumple la siguiente ecuación:
{\displaystyle a(-d)<(-b)c}
Decimos que {\displaystyle {\frac {a}{-b}}} es mayor que {\displaystyle {\frac {c}{-d}}} si se cumple la siguiente ecuación:
{\displaystyle a(-d)>(-b)c}
Decimos que {\displaystyle {\frac {a}{-b}}} es igual que {\displaystyle {\frac {c}{-d}}} si se cumple la siguiente ecuación:
{\displaystyle a(-d)=(-b)c}
Ejemplo:
{\displaystyle {\frac {5}{-7}},}            {\displaystyle {\frac {13}{-2}}}
{\displaystyle 5(-2)}        {\displaystyle -7(13)}
{\displaystyle -10}      {\displaystyle >}     {\displaystyle -91}

### Operaciones Racionales
A las operaciones de suma, resta, multiplicación y división se las llama operaciones racionales.

#### Suma
Se define la suma o adición de dos números racionales a la operación que a todo par de números racionales le hace corresponder su suma:
{\displaystyle {\frac {a}{b}}+{\frac {c}{d}}={\frac {a}{b}}\cdot 1+{\frac {c}{d}}\cdot 1={\frac {a}{b}}\cdot {\frac {d}{d}}+{\frac {c}{d}}\cdot {\frac {b}{b}}={\frac {ad}{bd}}+{\frac {bc}{bd}}={\frac {ad+bc}{bd}}}

#### Resta
La operación que a todo par de números racionales le hace corresponder su diferencia se llama resta o diferencia y se la considera operación inversa de la suma.
{\displaystyle {\frac {a}{b}}-{\frac {c}{d}}={\frac {a}{b}}+(-{\frac {c}{d}})={\frac {a}{b}}\cdot 1+(-{\frac {c}{d}})\cdot 1={\frac {a}{b}}\cdot {\frac {d}{d}}+(-{\frac {c}{d}})\cdot {\frac {b}{b}}={\frac {ad}{bd}}+{\frac {b(-c)}{bd}}={\frac {ad+b(-c)}{bd}}}.

#### Multiplicación
La multiplicación o producto de dos números racionales:
{\displaystyle {\frac {a}{b}}\cdot {\frac {c}{d}}={\frac {a\cdot c}{b\cdot d}}}.

#### División
Se define la división o cociente de dos racionales r entre s distinto de 0, al producto {\displaystyle r\times s^{-1}}. En otra notación,
{\displaystyle {\frac {a}{b}}\div {\frac {c}{d}}={\frac {a}{b}}\cdot {\frac {d}{c}}={\frac {a}{b}}\cdot {\frac {1}{\frac {c}{d}}}={\frac {a}{b}}\cdot ({\frac {c}{d}})^{-1}}
Es una operación totalmente definida, pero se asume que es una operación inversa de la multiplicación que resuelve la ecuación s·x=r, s≠0.

### Inversos
El inverso aditivo de {\displaystyle {\frac {a}{b}}} es {\displaystyle -{\frac {a}{b}}}, tal que al sumarlos la suma total es igual a cero:
{\displaystyle {\frac {a}{b}}+(-{\frac {a}{b}})=0}
Otras formas de notación de {\displaystyle -{\frac {a}{b}}} son:
{\displaystyle {\frac {-a}{b}}={\frac {a}{-b}}}
Si a≠0, el inverso multiplicativo de {\displaystyle {\frac {a}{b}}} es {\displaystyle {\frac {b}{a}}}, tal que al multiplicarlos el producto es igual a uno:
{\displaystyle {\frac {a}{b}}\cdot {\frac {b}{a}}=1}
Otras formas de notación de {\displaystyle {\frac {b}{a}}} son:
{\displaystyle {\frac {1}{\frac {a}{b}}}=({\frac {a}{b}})^{-1}}

## Escritura decimal

### Número racional en base decimal
Todo número real admite una representación decimal ilimitada, y esta representación es única si se excluyen secuencias infinitas de 9 (como por ejemplo el 0,9 periódico). De esta manera, el valor decimal de un número racional es simplemente el resultado de dividir el numerador entre el denominador.
Utilizando la representación decimal, todo número racional puede expresarse como un número decimal finito (exacto) o periódico y viceversa. En el siguiente cuadro vemos la demostración de esto, es decir, de que un número es racional si y sólo si su representación decimal es finita o periódica.
| Demostración |
| Para demostrar la equivalencia enunciada tenemos que demostrar dos implicaciones: que si una expresión decimal es finita o periódica entonces representa un número racional (se puede expresar como una fracción), y que si un número es racional entonces su expresión decimal es finita o periódica. Veamos la primera implicación: toda expresión decimal finita o periódica representa un número racional. Dado un número cuya expresión decimal es finita {\displaystyle x=a_{1}\dots a_{k}{\color {Red},}~d_{1}\dots d_{n}}, con {\displaystyle a_{i},i=1,\dots ,k} las cifras del número y {\displaystyle d_{j},j=1,\dots ,n} sus cifras decimales, podemos expresarlo en forma de fracción (y por tanto, es racional) como {\displaystyle x={\frac {a_{1}\dots a_{k}d_{1}\dots d_{n}}{10^{n}}}}, con numerador y denominador enteros. Por tanto, todo número decimal finito es racional. Consideremos ahora un número cuya expresión decimal sea periódica {\displaystyle x=a_{1}\dots a_{k}{\color {Red},}~d_{1}\dots d_{n}{\overline {d_{n+1}\dots d_{n+m}}}}, con {\displaystyle a_{i},i=1,\dots ,k} las cifras del número, {\displaystyle d_{j},j=1,\dots ,n+m} sus cifras decimales, con un período {\displaystyle {\overline {d_{n+1}\dots d_{n+m}}}}. El proceso que sigue para escribir este número como una fracción está explicado más detalladamente en el artículo Número decimal periódico. Si restamos los números {\displaystyle 10^{n}x=a_{1}\dots a_{k}d_{1}\dots d_{n}{\color {Red},}~{\overline {d_{n+1}\dots d_{n+m}}}} y {\displaystyle 10^{n+m}x=a_{1}\dots a_{k}d_{1}\dots d_{n}d_{n+1}\dots d_{n+m}{\color {Red},}~{\overline {d_{n+1}\dots d_{n+m}}}}, sus decimales se cancelan dando lugar a un número entero {\displaystyle 10^{m}(10^{n}-1)x=10^{n+m}x-10^{m}x=N\in \mathbb {Z} }, por lo que {\displaystyle x={\frac {N}{10^{m}(10^{n}-1)}}\in \mathbb {Q} } es racional. Veamos ahora, recíprocamente, que todo número racional tiene una expresión decimal finita o periódica. Sea {\displaystyle x} un número racional. Podemos pues escribir {\displaystyle x={\frac {p}{q}}} con {\displaystyle p,q} enteros. El primer objetivo de la demostración es encontrar un número que, multiplicado por {\displaystyle x}, haga que el denominador del producto sea de la forma {\displaystyle 10^{m}(10^{n}-1)}. Después, un argumento sencillo servirá para acabar la demostración. Consideremos la descomposición en factores primos del denominador {\displaystyle q}. Nos van a interesar los exponentes de 2 y 5, a los que llamaremos {\displaystyle \alpha } y {\displaystyle \beta }, respectivamente, y luego llamaremos al resto de factores {\displaystyle p_{i}^{k_{i}}} indiferentemente: {\displaystyle q=2^{\alpha }5^{\beta }p_{1}^{k_{1}}\dots p_{r}^{k_{r}}}. Queremos formar una potencia de diez multiplicada por otra menos uno. Para formar la primera podemos multiplicar {\displaystyle q} por {\displaystyle A:=2^{\beta -\alpha }} si {\displaystyle \beta >\alpha } o por {\displaystyle A:=5^{\alpha -\beta }} si {\displaystyle \alpha >\beta }. Si {\displaystyle \alpha =\beta } ya tenemos una potencia de 10 multiplicada por cierto número y multiplicamos por {\displaystyle A:=1}. Por ejemplo, si tuviéramos {\displaystyle 2^{4}5^{7}} multiplicaríamos por {\displaystyle 2^{7-4}=2^{3}} y obtendríamos la potencia de diez {\displaystyle 2^{3}2^{4}5^{7}=2^{7}5^{7}=(2\cdot 5)^{7}=10^{7}}. En cualquier caso tenemos que {\displaystyle Aq=10^{m}p_{1}^{k_{1}}\dots p_{r}^{k_{r}}} para cierto entero {\displaystyle m\geq 0}. Como un caso concreto consideremos que no hubiera primos distintos de 2 y 5 en la descomposición de {\displaystyle q}. Entonces, tenemos que {\displaystyle Aq=10^{m}} y {\displaystyle x={\frac {p}{q}}={\frac {Ap}{Aq}}={\frac {Ap}{10^{m}}}}, que es una expresión decimal finita por ser {\displaystyle Ap} un número entero. Ahora sólo queda transformar el producto {\displaystyle p_{1}^{k_{1}}\dots p_{r}^{k_{r}}} en una potencia de diez menos uno en el caso en que haya por lo menos un factor primo de {\displaystyle q} distinto de 2 y de 5. Para ello vamos a utilizar el teorema de Euler, demostrado en su propio artículo, que afirma que dados enteros {\displaystyle a,b} primos entre sí (sin factores comunes) y la función φ de Euler que asigna a cada entero positivo {\displaystyle n} el número de enteros menores que {\displaystyle n} coprimos con {\displaystyle n}, {\displaystyle a^{\varphi (b)}\equiv 1{\pmod {b}}}, lo que significa que {\displaystyle a^{\varphi (b)}} es un múltiplo de {\displaystyle b} más uno. Aplicando esto a {\displaystyle a=10} y {\displaystyle b=p_{1}^{k_{1}}\dots p_{r}^{k_{r}}}, coprimos por construcción, tenemos que {\displaystyle 10^{\varphi (p_{1}^{k_{1}}\dots p_{r}^{k_{r}})}=B\cdot p_{1}^{k_{1}}\dots p_{r}^{k_{r}}+1}, con {\displaystyle B} cierto entero. Escribiendo {\displaystyle n:=\varphi (p_{1}^{k_{1}}\dots p_{r}^{k_{r}})} y despejando, obtenemos que {\displaystyle B\cdot p_{1}^{k_{1}}\dots p_{r}^{k_{r}}=10^{n}-1}. Ahora, si multiplicamos {\displaystyle Aq=10^{m}p_{1}^{k_{1}}\dots p_{r}^{k_{r}}} por {\displaystyle B}, tenemos que {\displaystyle ABq=10^{m}(10^{n}-1)}, que es de la forma que queríamos. Para acabar, observamos que {\displaystyle x={\frac {p}{q}}={\frac {ABp}{ABq}}={\frac {ABp}{10^{m}(10^{n}-1)}}={\frac {ABp}{10^{m+n}-10^{m}}}\Rightarrow 10^{m+n}x-10^{m}x=ABp}, un número entero. Si escribimos la expresión decimal de {\displaystyle x}, tenemos que {\displaystyle \quad \quad \quad x=a_{1}\dots a_{k}{\color {Red},}~d_{1}d_{2}d_{3}\dots } {\displaystyle \quad 10^{m}x=a_{1}\dots a_{k}d_{1}\dots d_{m}{\color {Red},}~d_{m+1}d_{m+2}\dots } {\displaystyle 10^{m+n}x=a_{1}\dots a_{k}d_{1}\dots d_{m+n}{\color {Red},}~d_{m+n+1}d_{m+n+2}\dots } y, como al restar da un número entero, deducimos que las dos partes decimales tienen que ser iguales: {\displaystyle d_{m+1}=d_{m+n+1},d_{m+2}=d_{m+n+2},\dots } Formalmente, {\displaystyle d_{m+i}=d_{m+n+i}\quad i\geq 1} Así, concluimos que la expresión decimal de {\displaystyle x} es periódica: {\displaystyle x=a_{1}\dots a_{k}{\color {Red},}~d_{1}\dots d_{m}{\overline {d_{m+1}\dots d_{m+n}}}}. Con esto hemos acabado la demostración. {\displaystyle \quad \square } |

Por tanto, los números racionales se caracterizan por tener una escritura decimal que solo puede ser de tres tipos:
- Exacta: la parte decimal tiene un número finito de cifras. Al no ser significativos, los ceros a la derecha del separador decimal pueden omitirse, lo que da por resultado una expresión «finita» o «terminal». Por ejemplo:

{\displaystyle {\frac {8}{5}}=1,6}
- Periódica pura: toda la parte decimal se repite indefinidamente. Ejemplo:

{\displaystyle {\begin{array}{rcl}{\cfrac {1}{7}}&=&0,142857142857\dots \\&=&0,{\overline {142857}}\end{array}}}
- Periódica mixta: no toda la parte decimal se repite. Ejemplo:

{\displaystyle {\begin{array}{rcl}{\cfrac {1}{60}}&=&0,01666\dots \\&=&0,01{\overline {6}}\end{array}}}
Así, si una forma decimal no es de ninguno de estos tipos, es decir, es infinita y no periódica, no representará un número racional. Podemos pues concluir que números de la forma {\displaystyle 0,101001000100001\dots } (con un cero más entre dos unos cada vez) no son racionales, por no tener una expresión decimal periódica. Por el recíproco, como sabemos que números como {\displaystyle e} o {\displaystyle \pi } son irracionales, deducimos no pueden tener una expresión decimal periódica.
De la misma manera se aplica la representación de un número racional en un sistema de numeración posicional en bases distintas de diez.

### Número racional en otras bases
En un sistema de numeración posicional de base racional, las fracciones irreducibles cuyo denominador contiene factores primos distintos de aquellos que factorizan la base no tienen representación finita.
Por ejemplo, en base 10, un racional tendrá un desarrollo finito si y solo si el denominador de su fracción irreducible es de la forma {\displaystyle 2^{n}\cdot 5^{p}} ({\displaystyle n} y {\displaystyle p} enteros), así como en base duodecimal es infinita y recurrente la representación de todas aquellas fracciones cuyo denominador contiene factores primos distintos de 2 y 3.

## Construcción formal

Construcción formal de los números racionales como pares ordenados.

El conjunto de los números racionales puede construirse a partir del conjunto de fracciones cuyo numerador y cuyo denominador son números enteros. El conjunto de los números racionales no es directamente identificable con el conjunto de fracciones, porque a veces un número racional puede representarse por más de una fracción, por ejemplo:

{\displaystyle 2,5={\frac {25}{10}}={\frac {10}{4}}={\frac {5}{2}}}

Para poder definir los números racionales debe definirse cuando dos fracciones diferentes son equivalentes y por tanto representan el mismo número racional.
Formalmente cada número racional puede representarse como la clase de equivalencia de un par ordenado de enteros (a,b), con b≠0, con la siguiente relación de equivalencia:
{\displaystyle \left(a,b\right)\sim (c,d){\text{ si y solo si }}ad=bc},
donde el espacio de equivalencia de clases es el espacio cociente {\displaystyle (\mathbb {Z} \times \mathbb {Z} \setminus \left\{0\right\})/\sim }. Las operaciones de suma y multiplicación se definen como
{\displaystyle {\begin{aligned}\left(a,b\right)+(c,d)&=(ad+bc,bd)\\\left(a,b\right)\times (c,d)&=(ac,bd)\end{aligned}}}
Se verifica que las dos operaciones definidas son compatibles con la relación de equivalencia, indicando de manera que {\displaystyle \mathbb {Q} } se puede definir como el conjunto cociente {\displaystyle (\mathbb {Z} \times \mathbb {Z} \setminus \left\{0\right\})/\sim }, con la relación de equivalencia descrita antes.
Téngase en cuenta que las operaciones definidas no son más que la formalización de las operaciones habituales entre fracciones:
{\displaystyle {\begin{aligned}{\frac {a}{b}}+{\frac {c}{d}}&={\frac {ad+bc}{bd}}\\{\frac {a}{b}}\cdot {\frac {c}{d}}&={\frac {ac}{bd}}\end{aligned}}}
Se denota como [(a,b)] a la clase de equivalencias que corresponde con las distintas representaciones de un mismo número racional {\displaystyle {\tfrac {a}{b}}={\tfrac {ka}{kb}}}, con k≠0, en forma de fracción. Es decir :
{\displaystyle [(a,b)]=\{\cdots ,(-2a,-2b),(-a,-b),(a,b),(2a,2b),\cdots \}.}
Se toma como representante canónico el par (a,b) tal que mcd(a,b)= 1. Cualquier otro par se puede usar en el caso de operaciones. Por ejemplo, {\displaystyle [(1,2)]=\{(1,2),(2,4)(3,6)...\}} es la clase de equivalencia del número racional {\displaystyle {\tfrac {1}{2}}}.
Con las operaciones anteriores, {\displaystyle \mathbb {Q} } es un cuerpo, donde la clase (0,1) desempeña el papel de cero, y la clase (1,1) de uno. El elemento opuesto de la clase (a,b) es la clase (-a,b). Además, si a≠0, la clase (a,b) es distinta de cero, luego (a,b) es invertible (inverso multiplicativo) y su inverso corresponde a la clase (b,a).
También se puede definir una orden total en  {\displaystyle \mathbb {Q} } de la siguiente manera:
{\displaystyle (a,b)\leq (c,d){\text{ si y solo si }}(bd>0{\text{ y }}ad\leq bc){\text{ ó }}(bd<0{\text{ y }}ad\geq bc)}.
El conjunto de los números racionales puede también construirse como el cuerpo de cocientes de los números enteros, esto es,
{\displaystyle \mathbb {Q} =\mathrm {Frac} (\mathbb {Z} ).}

## Propiedades

### Algebraicas
El conjunto de los números racionales {\displaystyle \mathbb {Q} } equipado con las operaciones de suma y producto cumple las propiedades conmutativa, asociativa y distributiva, es decir:
{\displaystyle {\frac {a}{b}}+{\frac {c}{d}}={\frac {c}{d}}+{\frac {a}{b}}} (conmutativa)
{\displaystyle \left({\frac {a}{b}}+{\frac {c}{d}}\right)+{\frac {e}{f}}={\frac {a}{b}}+\left({\frac {c}{d}}+{\frac {e}{f}}\right)} (asociativa)
{\displaystyle {\frac {a}{b}}\times \left({\frac {c}{d}}+{\frac {e}{f}}\right)={\frac {a}{b}}\times {\frac {c}{d}}+{\frac {a}{b}}\times {\frac {e}{f}}} (distributiva).
Existen los elementos neutros para la suma y producto. Para la suma, el cero, denotado por 0, ya que {\displaystyle {\tfrac {a}{b}}+0={\tfrac {a}{b}}} para cualquier {\displaystyle {\tfrac {a}{b}}}. Para el producto es el 1, que puede ser representado por {\displaystyle {\tfrac {n}{n}}=1}, con n distinto de 0, ya que {\displaystyle {\tfrac {a}{b}}\times 1={\tfrac {a}{b}}}.
Posee elementos simétricos para las operaciones de suma y producto. Así, el elemento simétrico respecto de la suma para cualquier número racional {\displaystyle {\tfrac {a}{b}}} es {\displaystyle -{\tfrac {a}{b}}}, llamado elemento opuesto, puesto que {\displaystyle {\tfrac {a}{b}}+(-{\tfrac {a}{b}})=0}. Lo mismo ocurre en el caso del elemento simétrico respecto del producto, para todo número racional {\displaystyle q={\tfrac {a}{b}}}, distinto de 0, existe {\displaystyle q^{-1}={\tfrac {b}{a}}}, llamado inverso multiplicativo tal que {\displaystyle q\times q^{-1}={\tfrac {a}{b}}\times {\tfrac {b}{a}}=1}.
El conjunto {\displaystyle \mathbb {Q} }, con las operaciones de adición y multiplicación definidas más arriba, conforma un cuerpo conmutativo, el cuerpo de cocientes de los enteros {\displaystyle \mathbb {Z} }.
Los racionales son el menor cuerpo con característica nula. Cualquier otro cuerpo de característica nula contiene una copia de {\displaystyle \mathbb {Q} }.
La clausura algebraica de {\displaystyle \mathbb {Q} }, es el conjunto de los números algebraicos.
Los racionales forman un dominio de factorización única ya que todo racional diferente de cero puede descomponerse en la forma: {\displaystyle q=up_{1}^{\alpha _{1}}\dots p_{n}^{\alpha _{n}}} donde {\displaystyle p_{i}\in \mathbb {N} } son números enteros primos, {\displaystyle \alpha _{i}\in \mathbb {Z} } (siendo algunos de ellos negativos si q no es entero) y {\displaystyle u\in \{1,-1\}}. Por ejemplo {\displaystyle 260/693=2^{2}3^{-2}5^{1}7^{-1}11^{-1}13^{1}\,}.

### Conjuntistas

Diagrama usado en la demostración de que los racionales son numerables (Georg Cantor).

El conjunto de los números racionales es numerable, es decir que existe una biyección entre  {\displaystyle \mathbb {N} }  y  {\displaystyle \mathbb {Q} } (tienen la misma cantidad de elementos). El conjunto de los números reales no es numerable (la parte no-denombrable de los reales, la constituyen los números irracionales).

### Topológicas
- El conjunto {\displaystyle \mathbb {Q} } forma un subconjunto denso de los números reales {\displaystyle \mathbb {R} } por construcción misma de {\displaystyle \mathbb {R} } (propiedad arquimediana): todo número real tiene racionales arbitrariamente cerca.
- Poseen una expansión finita como fracción continua regular.
- Con la topología del orden, forman un anillo topológico, o de grupo parcialmente ordenado; presentan una topología inducida; también forman un espacio métrico con la métrica {\displaystyle d(x,y)=|x-y|}.
- Los racionales son un ejemplo de espacio que no es localmente compacto.
- Se caracterizan topológicamente por ser el único espacio metrizable numerable sin puntos aislados (también es totalmente discontinuo). Los números racionales no forman un espacio métrico completo.

## Númerop-ádico
Sea {\displaystyle p} un número primo y para todo entero no nulo {\displaystyle a}, sea {\displaystyle |a|_{p}=p^{-n}}  donde {\displaystyle p^{n}} es la mayor potencia de {\displaystyle p} que divide a {\displaystyle a}.
Si {\displaystyle |0|_{p}=0}  y para cada número racional {\displaystyle {\frac {a}{b}}} , {\displaystyle \left|{\frac {a}{b}}\right|_{p}={\frac {|a|_{p}}{|b|_{p}}}} entonces la función multiplicativa {\displaystyle d_{p}\left(x,y\right)=|x-y|_{p}} define una métrica sobre {\displaystyle \mathbb {Q} }.
El espacio métrico {\displaystyle \left(\mathbb {Q} ,d_{p}\right)} no es completo, su completitud es el cuerpo de los números p-ádicos {\displaystyle \mathbb {Q} _{p}}. El teorema de Ostrowski asegura que todo valor absoluto no-trivial sobre {\displaystyle \mathbb {Q} } es equivalente ya sea al valor absoluto usual, o al valor absoluto p-ádico.
Esto en representaciones algebraicas y no en representaciones aritméticas.